# فهرست شخصیت‌های لاست

گروهی از بازیگران فیلم لاست، از چپ به راست: دنیل، بون، مایلز، مایکل، آنا لوسیا، شارلوت، فرانک، شانون، دزموند، اکو، کیت، جک، ساویر، لاک، بن، سعید، لیبی، سان، جین، کلر، هرلی، ژولیت، چارلی، ریچارد، برنارد، رز و وینسنت

شخصیت‌های مجموعۀ تلویزیونی درام آمریکایی لاست توسط دیمون لیندلوف و جی. جی. آبرامز خلق شدند. این مجموعۀ زندگی بازماندگان سقوط هواپیما را در یک جزیره گرمسیری مرموز، پس از سقوط یک جت مسافربری تجاری از شرکت هواپیمایی خیالی به نام اوشنیک ایرلانز در جایی در جنوب اقیانوس آرام دنبال می‌کند. هر قسمت معمولاً دارای یک خط داستانی اصلی در جزیره و همچنین یک خط داستانی ثانویه است، یک گذشته‌نما (فلاش بک) از بخش دیگری از زندگی یکی از شخصیت‌ها است.
از ۳۲۴ سرنشین پرواز ۸۱۵ اوشنیک ایرلانز، ۷۱ بازمانده اولیه (۷۰ انسان و یک سگ) در سه بخش از هواپیمایی که سقوط کرده وجود دارد.

## انتخاب بازیگران
بسیاری از نقش‌های فصل اول نتیجه علاقه تهیه‌کنندگان به بازیگران مختلف بود. شخصیت اصلی این مجموعه، جک در ابتدا قرار بود در قسمت خلبان بمیرد و قرار بود که مایکل کیتون نقش او را بازی کند. با این حال، مدیران ABC مصمم بودند که جک زنده بماند. قبل از اینکه تصمیم گرفته شود که جک زنده بماند، قرار بود شخصیت کیت به عنوان رهبر بازماندگان ظاهر شد. در ابتدا تصور می‌شد که او بیشتر شبیه شخصیت رز است. دامینیک مانهن در ابتدا برای نقش سایر که در آن زمان قرار بود یک کلاهبردار کت‌و‌شلوار شهری باشد تست داد. تهیه کنندگان از بازی مانهن لذت بردند و شخصیت چارلی را که در اصل یک ستاره سابق راک میانسال بود، به تناسب او تغییر دادند.

## بازیگران و شخصیت‌ها

### بازیگران نقش اصلی
| بازیگر                | شخصیت                  | فصل‌ها | فصل‌ها      | فصل‌ها      | فصل‌ها        | فصل‌ها        | فصل‌ها        |
| بازیگر                | شخصیت                  | ۱     | ۲          | ۳          | ۴            | ۵            | ۶            |
| --------------------- | ---------------------- | ----- | ---------- | ---------- | ------------ | ------------ | ------------ |
| نوین اندروز           | سعید جراح              | اصلی  | اصلی       | اصلی       | اصلی         | اصلی         | اصلی         |
| امیلی دی راوین        | کلر لیتلتون            | اصلی  | اصلی       | اصلی       | اصلی         | حضور افتخاری | اصلی         |
| متیو فاکس             | جک شپرد                | اصلی  | اصلی       | اصلی       | اصلی         | اصلی         | اصلی         |
| خورخه گارسیا          | هوگو هارلی ریس         | اصلی  | اصلی       | اصلی       | اصلی         | اصلی         | اصلی         |
| مگی گریس              | شانون روترفورد         | اصلی  | اصلی       | مهمان      | —            | —            | فرعی         |
| جاش هالووی            | جیمز ساویر فورد        | اصلی  | اصلی       | اصلی       | اصلی         | اصلی         | اصلی         |
| مالکوم دیوید کلی      | والت لیولد             | اصلی  | اصلی       | مهمان      | مهمان        | مهمان        | حضور افتخاری |
| دنیل دای کیم          | جین‌سو ون               | اصلی  | اصلی       | اصلی       | اصلی         | اصلی         | اصلی         |
| یونجین کیم            | سان‌ها ون               | اصلی  | اصلی       | اصلی       | اصلی         | اصلی         | اصلی         |
| اوانجلین لیلی         | کیت آستن               | اصلی  | اصلی       | اصلی       | اصلی         | اصلی         | اصلی         |
| دامینیک مانهن         | چارلی پیس              | اصلی  | اصلی       | اصلی       | مهمان        | —            | تکرارکننده   |
| تری اوکوئین           | جان لاک / Man in Black | اصلی  | اصلی       | اصلی       | اصلی         | اصلی         | اصلی         |
| هارولد پرینو          | مایکل داوسون           | اصلی  | اصلی       | —          | اصلی         | —            | مهمان        |
| ایان سامرهلدر         | بون کارلیل             | اصلی  | مهمان      | فرعی       | —            | —            | تکرارکننده   |
| آدواله آکینویه آگباجه | آقای اکو               | —     | اصلی       | اصلی       | —            | —            | —            |
| میشل رودریگز          | آنا لوسیا کورتز        | مهمان | اصلی       | —          | —            | مهمان        | مهمان        |
| سینتیا واتروس         | لیبی                   | —     | اصلی       | —          | مهمان        | —            | تکرارکننده   |
| هنری ایان کوسیک       | دزموند هیوم            | —     | تکرارکننده | اصلی       | اصلی         | اصلی         | اصلی         |
| مایکل امرسون          | بنجامین لینوس          | —     | تکرارکننده | اصلی       | اصلی         | اصلی         | اصلی         |
| الیزابت میچل          | ژولیت برک              | —     | —          | اصلی       | اصلی         | اصلی         | تکرارکننده   |
| کیلی سانچز            | نیکی فرناندز           | —     | —          | اصلی       | حضور افتخاری | —            | —            |
| رودریگو سانتورو       | پائولو                 | —     | —          | اصلی       | —            | —            | —            |
| جرمی دیویس            | دنیل فارادی            | —     | —          | —          | اصلی         | اصلی         | تکرارکننده   |
| کن لئونگ              | مایلز استرام           | —     | —          | —          | اصلی         | اصلی         | اصلی         |
| ربکا میدر             | شارلوت لوئیس           | —     | —          | —          | اصلی         | اصلی         | تکرارکننده   |
| نستر کاربونل          | ریچارد آلپرت           | —     | —          | تکرارکننده | تکرارکننده   | تکرارکننده   | اصلی         |
| جفری‌دیوید فاهی        | فرانک لاپیدوس          | —     | —          | —          | تکرارکننده   | تکرارکننده   | اصلی         |
| زلیخا رابینسون        | ایلانا وردنسکی         | —     | —          | —          | —            | تکرارکننده   | اصلی         |

### بازیگران نقش فرعی
| بازیگر                                           | شخصیت                     | فصل‌ها      | فصل‌ها      | فصل‌ها      | فصل‌ها      | فصل‌ها      | فصل‌ها      |            |
| بازیگر                                           | شخصیت                     | ۱          | ۲          | ۳          | ۴          | ۵          | ۶          |            |
| ------------------------------------------------ | ------------------------- | ---------- | ---------- | ---------- | ---------- | ---------- | ---------- | ---------- |
| ال اسکات کالدول                                  | رز ندلر                   | تکرارکننده | تکرارکننده | فرعی       | تکرارکننده | تکرارکننده | تکرارکننده |            |
| جان تری                                          | کریستین شپرد/Man in Black | تکرارکننده | تکرارکننده | فرعی       | دوره‌ای     | دوره‌ای     | فرعی       |            |
| میرا فورلان / ملیسا فارمن                        | دنیل روسو                 | تکرارکننده | فرعی       | تکرارکننده | تکرارکننده | تکرارکننده | مهمان      |            |
| سم اندرسون                                       | برنارد ندلر               | —          | تکرارکننده | فرعی       | تکرارکننده | تکرارکننده | تکرارکننده |            |
| فرانسوا چاو                                      | پیر چنگ                   | —          | تکرارکننده | تکرارکننده | مهمان      | تکرارکننده | تکرارکننده |            |
| تانیا ریموند                                     | الکس روسو                 | —          | تکرارکننده | تکرارکننده | تکرارکننده | مهمان      | فرعی       |            |
| سونیا والگر                                      | پنی ویدمور                | —          | مهمان      | تکرارکننده | تکرارکننده | فرعی       | تکرارکننده | تکرارکننده |
| فیونولا فلانگان / الکساندرا کرازنی / آلیس ایوانز | الوییز هاوکینگ            | —          | —          | مهمان      | —          | تکرارکننده | تکرارکننده |            |

## بررسی شخصیت‌های لاست

### جان لاک

تری اوکوئین در نقش جان لاک

جان لاک با بازی تری اوکوئین-بازیگر برندهٔ جایزهٔ امی- شخصیتی با ایمان و معتقد است. در یک‌کلام او مرد فلسفی داستان است. نام او از جان لاک فیلسوف انگلیسی قرن ۱۷ گرفته شده که معتقد بود سرنوشت انسان‌ها از بدو تولد تا مرگ نانوشته است. او در پرورشگاه بزرگ شده و در سنین بزرگسالی هنگامی که پدر خود را پیدا کرده و با او دوست می‌شود و یک کلیهٔ خود را به او اهدا می‌کند، پدرش او را فریب داده و از او فرار می‌کند؛ و حتی بعدها که جان به دنبال پدرش می‌گردد تا جلوی کلاهبرداری‌های او را بگیرد، پدرش او را از ساختمان به پایین پرت می‌کند و موجب فلج شدن او می‌گردد. بعد از سقوط هواپیما جان به‌طور معجزه‌آسایی توانایی راه رفتن خود را به دست می‌آورد و بسیار تعجّب می‌کند. به همین دلیل عمیقاً به معجزه ایمان می‌آورد و باور می‌کند که جزیره جای منحصر به فردی است که هرکدام از آن‌ها به یک دلیل مشخص در آن سقوط کرده‌اند و جان سالم به در برده‌اند؛ درحالی که جک شفرد نقطهٔ مقابل او در داستان است و حرف‌ها و باورهای او را مسخره می‌داند. جان لاک به به دلیل ایمان قلبی به جزیره و اینکه جزیره او را بهبود داده، برخلاف خواست بقیه دوست دارد در آن بماند؛ و حتّی در اوایل فصل اوّل، وقتی که سعید جراح در حال ردیابی محل ارسال امواج زن فرانسوی است و در واقع دارد یک قدم به رهایی از جزیره نزدیک می‌شود، لاک به‌طور ناشناس، با ضربهٔ محکمی او را بیهوش و تجهیزات را نابود می‌کند. در فصل‌های دیگر هم لاک کارهای مشابهی برای ماندن در جزیره انجام می‌دهد.
در فصل آخر مجموعه تلویزیونی لاست جک شفرد آگاه شد که حق با جان لاک بوده و سقوط آن‌ها در جزیره تصادفی نبوده بلکه به دلایل خاصی بوده‌است. شخصیت جان لاک در فصل آخر مجموعه حضور نداشت و تری ئوکوئین نقش مرد سیاه را بازی می‌کرد که در بدن جان لاک گیر افتاده بود و تلاش می‌کرد که از جزیره بیرون رود و خود را آزاد سازد. در قسمت آخر مجموعه مرد سیاه توسط جک کشته شده و البته جک نیز در اثر خون ریزی-از صدمه‌ای که هنگام مبارزه با مرد سیاه دیده بود-در گذشت. تری ئوکوئین تنها هنرپیشه‌ای است که در اولین جلسه انتخاب بازیگر تست صدا نداد، چون جی. جی. آبرامز معتقد بود او بهترین شخص برای این نقش است.

متیو فاکس در نقش جک شفرد

### جک شپرد
جک شپرد با بازی متیو فاکس جراح ستون فقرات است که به تازگی از همسرش جدا شده و برای تشیع جنازه پدرش به لس آنجلس می‌رود.
بعد از سقوط هواپیما رهبری بازماندگان به عهدهٔ اوست گرچه این مسئولیت، مسئولیت سنگینی برای اوست. او بیشتر از هرکس دیگه‌ای در طول داستان
به دنبال منطق رویدادها است و هر چیز غیر منطقی یا اثبات نشده‌ای را رد می‌کند و به شهود و غریزه هیچ توجهی ندارد. او بدین دلیل در طول داستان با افرادی همچون جان لاک و سعید جراح دچار مشکل می‌شود. مثلاً هنگامی که گروه برای اولین بار بن لینوس را در جنگل پیدا کرده بود سعید و جان اعتقاد داشتند که او آدم مرموزی است و قطعاً از افراد (دیگران) است. اما جک از بن حمایت می‌کرد و از شکنجه کردن بن توسط سعید بدون دلیل و مدرک جلوگیری می‌کرد. جک در فصل آخر به سرنوشت ایمان آورد و پذیرفت که سرنوشت او بوده‌است که در این جزیره سقوط کند و برای دلایل و هدف‌های خاصی در این جزیره حضور دارد او حتی گاهی از مرگ نمی‌ترسید و مطمئن بود که نمی‌میرد چون اعتقاد داشت که برای هدف بزرگی در جزیره است و آن هدف قطعاً مردن در جزیره نیست مثلاً زمانی که-در کنار ریچارد که دینامیت روشنی در دست داشت تا به زندگی جاودانهٔ خود پایان دهد-نشسته بود به ریچارد همین موضوع را گفت و حق با او هم بود چون دینامیت روشن نشد و آن‌ها زنده ماندند. در قسمت‌های پایانی جک که از نامزدهای جایگزینی جیکوب (جاکوب یا همان یعقوب) بود قبول کرد که جایگزین او شود و دریافت که هدف بزرگ او این بوده‌است. بعد از جک هوگو یا همان هارلی جایگزین جک شد.

مایکل امرسون در نقش بنجامین لینوس (بن)

### بنجامین لینوس
بنجامین لینوس با بازی مایکل امرسون به عنوان رهبر بازماندگان شناخته می‌شود و فردی بسیار موذی و باهوش و البته بی‌رحم است. او به دروغ به زیر دستانش گفته‌است که در جزیره به دنیا آمده و تمام عمر خودرا در آنجا گذرانه است اما او خارج از جزیره و در نواحی پرتلند به دنیا آمده و در هنگام متولد شدن مادر خود را از دست می‌دهد. در قسمتی از مجموعۀ این جزئیات نمایش داده می‌شود. او در هنگام نوجوانی خود با پدرش به جزیره آمدند و او با پدرش زیاد رابطه صمیمی نداشتند به‌طوری‌که در جوانی با همدستی دیگر ساکنان جزیره علیه ابتکار دارما کودتا کردند و بن به قدرت مطلق جزیره تبدیل شد. او اربابی مرموز تر از خود به نام جاکوب یا جیکوب یا همان یعقوب دارد که ادعا می‌کند او را دیده‌است ولی در ادامه جان لاک در میابد که او تابحال جیکوب را ندیده و دستورها را از او نمی‌گرفته‌است.
در اصل او فقط برای بازی در ۳ قسمت قرارداد بسته بود اما بازی شگفت‌انگیز او سازندگان و مردم را تحت تأثیر قرار داد و قرارداد او را به ۵ قسمت افزایش دادند بعدها او نقش ثابت و اصلی در فصل ۳و۴ به دست آورد البته در فصل‌های بعدی نیز نقش مهمی داشت و کارهای زیادی انجام داد برای مثال می‌توان به کشتن جیکوب در فصل ۵ اشاره کرد. مرد سیاه که او فکر می‌کرد جان لاک است او را وسوسه کرده بود که برود و جیکوب را بکشد او با دلایلی همچون مرگ دختر بن او را قانع به کشتن جیکوب و انتقام‌گیری کرد. البته بن بعدها فهمید که اشتباه بزرگی مرتکب شده‌است. مایکل امرسون نامزد جایزه امی نقش مکمل مرد (بن) در مجموعۀ لاست شده بود. بن می‌گوید: «من همیشه نقشه‌ای در سر دارم.»

اوانجلین لیلی در نقش کیت آستین

### کیت آستن
کیت آستن با بازی اوانجلین لیلی به دلیل کشتن مردی که مادرش را از راه بدر کرده برای مدتی تحت تعقیب یک مارشال آمریکایی بود و بالاخره در استرالیا گیر افتاد. قرار بود با پرواز اوشینک ۸۱۵ به آمریکا برگردانده شود. او در تمام مدت پرواز توسط مارشال با دستبند بسته شده بود زیرا مارشال او را فردی خطرناک می‌دید. مارشال علی‌رغم تلاش جک برای زنده نگه داشتن او چند روز بعد از سقوط در گذشت البته مارشال در وضعیت وخیمی که داشت بازهم به جک هشدار داد که حواسش به کیت باشد و او را فردی خطرناک خواند.
کیت هم علاقه‌مند به جک و هم دلبستهٔ سایر است و علاوه بر علاقهٔ شدیدش به جک به دلیل تشابه زندگی گذشته اش با سایر با او نیز همذات‌پنداری شدیدی دارد و در جزیره با او رابطه جنسی برقرار می‌کند. کیت شخصیت جالبی در مجموعۀ لاست دارد، او در عین زیبایی ظاهری دارای شخصیت پیچیده‌ای است. او که سابقاً عضو گروه سرقت از بانک بوده دارای ویژگی‌های شخصیتی مردانه در عین ظرافت‌های زنانه است. او گرچه معمولاً خونسرد به نظر می‌رسد، ولی هرگز دارای شخصیت شرور و خبیثی نیست.
کیت در هر شش فصل مجموعۀ حضور دارد و از شخصیت‌های کلیدی و محوری مجموعۀ به حساب می‌آید.
اوانجلین لیلی آخرین بازیگری بود که برای مجموعۀ انتخاب شد. او در اصل کانادایی است و به خاطر نداشتن ویزای کار و اقامت طولانی مدت مشکل داشت که بلافاصله بعد از حل مشکل مستقیم به هاوایی پرواز کرد.

### دنیل فارادی

جرمی دیویس در نقش دنیل فارادی

دنیل فارادی با بازی جرمی دیویس برای اولین بار در فصل چهارم وارد مجموعۀ شد. او یک فیزیک دادن نابغه است که زمان زیادی از عمر خود را به مسائل فضا_زمان و دیگر مسائل ریاضی و فیزیک اختصاص داده‌است.
در اواخر سال ۲۰۰۷ دیویز تست بازیگری در یک صحنه از لاست را داد، دیویز مشتاق بود شانس درخشیدن در لاست را داشته باشد زیرا یکی از معدود مجموعۀ‌هایی بود که وی احساس می‌کرد توانایی بازی در آن را دارد.
دیویز آنقدر مشتاق به بازی در این مجموعۀ بود که نسبت به کارلتون کیوز و دیمون لیندلوف تهیه‌کنندگان مجموعۀ احترام زیادی قائل بود، وی حتی حاضر بود دستیار کار شود و برای آن‌ها قهوه ببرد.
دیویز برای بازی در مجموعۀ پذیرفته شد و شخصیتی که او باید بازی می‌کرد «دنیل فارادی» نام داشت. بسیار برای او خوش آیند بود که متوجه شد دیمون لیندلوف و کارلتون کیوز کاراکتری را به او پیشنهاد داده‌اند که کاملاً این کاراکتر را مورد بررسی قرار داده‌اند و این کاراکتر شخصیتی پیچیده و چند بعدی دارد.
دیویز همچنین مجذوب شباهت‌های بین خودش و فارادی شد زیرا او قبل از بازی در لاست یکی از طرفداران فیزیک کوانتم بود.
دنیل فارادی در اپیزود «آغاز پروسه پایان» معرفی شد و در اپیزود «اثبات مرگ» به شخصیت او بیشتر پرداخته شد. دیویز برای بازی در نقش فارادی مورد تحسین بسیاری قرار گرفت، به‌خصوص بعد از بازی در اپیزود «ثابت» بسیار مورد توجه واقع شد.
گرچه تصور می‌شد وی بازیگر نقش مهمان باشد اما قبل از آنکه فصل مجموعۀ به نمایش در بیاید دیویز به بازیگر نقش اصلی ارتقا یافت و به همین دلیل به‌طور منظم در تمام اپیزودهای فصل ۵ ظاهر شد (اگرچه شبکه abcبه‌طور اشتباه او را برای ادامه فصل بازیگر مهمان معرفی کرد).
فارادی در فصل پنجم در اپیزود «متغیر» کشته شد و بعد از آن نیز به‌طور مختصر در اپیزود «از رهبر پیروی کن» به عنوان جسد حضور داشت و سپس دیگر در مجموعۀ حضور نداشت.
وقتی که از طریق کارلتون کیوز از مرگش در مجموعۀ مطلع شد شخصاً بسیار غمگین شد که زمان حضورش در لاست به پایان رسیده بود. اما زمانی که اهمیت مرگ فارادی برایش توضیح داده شد او داستان را به علایق شخصی خود ترجیح داد.
راجع به مصاحبه تهیه‌کنندگان با دیویز دررابطه با اینکه قرار است مجموعۀ را ترک بگوید دیمون لیندلوف بیان کرده‌است که آن‌ها هرگز مصاحبه‌ای ترسناک تر و بزرگ‌تر از این با کسی در مجموعۀ نداشته‌اند.
با توجه به گزارش‌های تری کویین در طول فیلم‌برداری دیویز یک استریو بزرگ را همراه خود می‌آورده و چه دیگران می‌خواستند و چه نمی‌خواستند، برای آن‌ها آهنگ می‌نواخته‌است.

### جیمز فورد (ساویر)

جاش هالووی در نقش جیمز فورد (ساویر)

جیمز فورد با بازی جاش هالووی که بیشتر او را با نام مستعارش یعنی ساویر یا سویر می‌شناسند در قسمت نخست مجموعۀ به دلیل داشتن شخصیت خودشیفته و عاصی مورد علاقه سایر نجات یافتگان نبود. او بذله گو و اندکی غیر اجتماعی است، از طرفداران حزب جمهوریخواه بوده و ادعا می‌کند تا کنون به حزب دموکرات رأی نداده‌است. پیش از سقوط به جزیره سابقه کلاهبرداری داشته و یکبار نیز زندانی شده‌بود. در دوران کودکی مردی به نام ساویر مادرش را اغفال کرد و پول‌های پدرش را دزدید به همین دلیل پدر او مادرش را کشت و سپس خودکشی کرد. او به ساویر نامه‌ای نوشت و قول داد که انتقام پدر و مادرش را بگیرد و نام مستعار ساویر را برای خود انتخاب کرد. او قبل از سقوط در سیدنی استرالیا به اشتباه فردی را که فکر می‌کرد ساویر است به قتل رساند ولی زود به اشتباه خود پی برد. او در جزیره ساویر واقعی را به تحریک جان لاک به قتل رساند. زیرا سایر مردی که مادر جیمز را اغفال کرده بود در واقع پدر جان لاک است و او را نیز فریب داده و کلیه اش را از او ربوده‌است. در اصل قرار بود شخصیت ساویر مردی اتو کشیده و کت و شلواری. کلاه‌بردار و البته با سن بیشتر باشد. اما وقتی او هنگام تست بازیگری، صندلی را با لگد هل داد و فریاد کشید، سازندگان را تحت تأثیر قرارداد و آن‌ها تصمیم گرفتند نقش او را تبدیل به مردی تندخو و بداخلاق کنند.
جرج گارسیا، متیو فاکس و دومینیک موناگان همگی برای نقش ساویر تست بازیگری دادند، چون در آن زمان هنوز شخصیت‌های دیگر خلق نشده بودند.

### هارلی (هوگو ریس)

خورخه گارسیا در نقش هوگو ریس (هارلی)

هوگو ریس یا همان هارلی با بازی خورخه گارسیا شخصیت چاق این مجموعه است! او بسیار خرافاتی است و حوادث را طوری به هم مرتبط می‌کند که خودش را دلیل بدبختی سقوط‌کنندگان هواپیما بداند. او تصوّر می‌کند علّت بدشانسی‌های پیاپی‌اش و گیرافتادن در این جزیرهٔ مرموز این است که از عدد شوم و طلسم‌شدهٔ ۴۲ ۲۳ ۱۶ ۱۵ ۸ ۴ در لاتاری استفاده کرده و لاتاری را برده. این ایده زمانی به سرش زد که این عدد را در یکی از دریچه‌های جزیره می‌بیند و چندین بار دیگر هم با مشاهدهٔ این عدد در مکان‌های مختلف و رخ دادن حوادث گوناگون، اعتقادش قوّت پیدا می‌کند. هارلی یک‌بار خیال می‌کند که فقط خودش واقعی است و تنها اوست که وجود حقیقی دارد و بقیه افراد و اشیاء تنها ساختهٔ ذهن وی هستند. یک قسمت از مجموعۀ پیرامون این عقیدهٔ هارلی است و دیالوگ‌های جالبی ردّ و بدل می‌شود. هارلی خوش‌قلب، مهربان و ساده است و ذهنی صاف و کودکانه دارد و کمی هم ترسو است. تکّه‌کلام او (!Hey dude) تا مدّت‌ها بر سر زبان طرفداران افتاده بود.
او اسپانیایی زبان و دارای مذهب کاتولیک است.

### سعید جراح

نوین اندروز در نقش سعید جراح

سعید جراح با بازی نوین اندروز تنها شخصیت اصلی مسلمان مجموعۀ است او فرماندهٔ ارتش عراق بوده‌است و در جنگ سابقه بالایی دارد در زمان جنگ عراق و آمریکا به دلیل اینکه تنها سرباز عراقی بود که انگلیسی متوجه می‌شد و می‌توانست حرف بزند او را مجبور کردند تا شکنجه گر باشد و این اصلی‌ترین چیز در وجود سعید است او یک فرد مهربان عاشق بوده که تبدیل به یک شکنجه گر سرسخت شده‌است از همان قسمت اول بدرد بخور بودن و تلاش زیادش برای نجات دادن همه از جزیره  و اصلی بودن خود را نشان می‌دهد. سعید به دلیل سابقه جنگی و شخصیت محکم و نترسش اکثر بازمانده‌ها از او حساب می‌برند و به حرف های او گوش می‌دهند و به او اعتماد دارند در نبود جک بهترین انتخاب برای سرپرستی بازماندگان است بیشترین کسی که با او مشکل دارد ساویر است که او نیز اعتراف می‌کند که به سعید نیاز است. سعید همیشه نقشه ای در سر دارد برای پیروزی و نجات بسیار مورد اعتماد جک و دیگر افراد است اولین فردی است که با نقشه ای تصمیم به نجات دادن دیگران می‌کند و حتی تصمیمش راهم عملی می‌کند و به راز های بزرگی پی می‌برند. خودش نیز یکی از سرپرست‌های اصلی بازماندگان است یک چیز مهم دروجود سعید که از او انسانی مهربان می‌سازد این است که وقتی کسی را به ناحق و اشتباه شکنجه می‌کند خودش متوجه می‌شود و با یک کلمه حرف زدن کسی می‌فهمد که دروغ می‌گوید یا راست که همه از دوران افسری بازپرسی و شکنجه‌گری در وجودش باقی مانده‌است بارها در مجموعۀ شاهد این خواهیم بود که به کسی یا چیزی اعتماد ندارد و به جک در آن رابطه هشدار می‌دهد و در آخر واقعا همان جور که اون گفته بود همان اتفاق می‌افتد در این شش فصل یکی از شخصیت های محوری و بسیار کلیدی است و از قهرمان هاست و بسیار از سعید از خودگذشتگی‌هایی می‌بینیم که برای نجات دیگران انجام می‌دهد.

## یادداشت
1. 1 2 3 4 5 6 7 8 9 10 11 12 13  The actor was credited along with the main cast members in the series finale.

1. ↑  Goddard, Drew (writer) & Vaughan, Brian K. (writer) & Williams, Stephen (director), "Confirmed Dead". Lost, ABC. Episode 2, season 4. Aired on February 7, 2008.
2. ↑  "Before They Were Lost". Lost: The Complete First Season (Documentary). Buena Vista Home Entertainment.